# Haruna Matsumoto
Haruna Matsumoto (ur. 26 lipca 1993 w Sapporo) – japońska snowboardzistka, wicemistrzyni świata.

## Kariera
Po raz pierwszy na arenie międzynarodowej pojawiła się 6 stycznia 2007 roku w Sapporo, gdzie zajęła ósme miejsce w zawodach FIS Race w half-pipie. W marcu 2010 roku wystartowała na mistrzostwach świata juniorów w Cardronie, zajmując trzecie miejsce w tej samej konkurencji. Na rozgrywanych rok później mistrzostwach świata juniorów w Valmalenco wywalczyła już złoty medal. W zawodach Pucharu Świata zadebiutowała 14 stycznia 2009 roku w Gujō, zajmując szóste miejsce. Tym samym już w swoim debiucie wywalczyła pierwsze pucharowe punkty. Pierwszy raz na podium zawodów tego cyklu stanęła 18 lutego 2011 roku w Stoneham, kończąc rywalizację w halfpipie na trzeciej pozycji. W zawodach tych wyprzedziły ją jedynie Chinka Cai Xuetong i Holly Crawford z Australii. Najlepsze wyniki w osiągnęła w sezonie 2011/2012, kiedy to zajęła ósme miejsce w klasyfikacji generalnej AFU. Ponadto w sezonie 2016/2017 była piąta w klasyfikacji halfpipe’a.
W 2017 roku wywalczyła srebrny medal w swej koronnej konkurencji podczas mistrzostw świata w Sierra Nevada, gdzie rozdzieliła Cai Xuetong i Francuzkę Clémence Grimal. Zajęła też 25. miejsce na rozgrywanych sześć lat wcześniej mistrzostwach świata w La Molina. W 2018 roku wystartowała na igrzyskach olimpijskich w Pjongczangu, gdzie zajęła 6. pozycję. W styczniu 2020 roku wywalczyła brązowy medal podczas Winter X Games 24 w konkurencji superpipe. Rok później podczas Winter X Games 25 powtórzyła ten sam wynik.

## Osiągnięcia

### Igrzyska olimpijskie
| Miejsce | Dzień     | Rok  | Miejscowość | Konkurencja | Zwyciężczyni |
| ------- | --------- | ---- | ----------- | ----------- | ------------ |
| 6.      | 13 lutego | 2018 | Pjongczang  | Halfpipe    | Chloe Kim    |

### Mistrzostwa świata
| Miejsce | Dzień       | Rok  | Miejscowość   | Konkurencja | Zwyciężczyni   |
| ------- | ----------- | ---- | ------------- | ----------- | -------------- |
| 25.     | 20 stycznia | 2011 | La Molina     | Halfpipe    | Holly Crawford |
| 2.      | 11 marca    | 2017 | Sierra Nevada | Halfpipe    | Cai Xuetong    |
| 16.     | 8 lutego    | 2019 | Park City     | Halfpipe    | Chloe Kim      |
| 5.      | 13 marca    | 2021 | Aspen         | Halfpipe    | Chloe Kim      |

### Puchar Świata

#### Miejsca w klasyfikacji generalnej
- sezon 2009/2010: 102.
  - AFU[4]
- sezon 2010/2011: 12.
- sezon 2011/2012: 8.
- sezon 2012/2013: 19.
- sezon 2013/2014: 24.
- sezon 2015/2016: 15.
- sezon 2016/2017: 27.
- sezon 2017/2018: 46.
- sezon 2018/2019: 17.
- sezon 2019/2020: 16.
- sezon 2020/2021: 19.

#### Miejsca na podium w zawodach
1. Stoneham – 18 lutego 2011 (halfpipe) – 3. miejsce
2. Calgary – 26 lutego 2011 (halfpipe) – 3. miejsce
3. Stoneham – 23 lutego 2012 (halfpipe) – 3. miejsce
4. Mammoth Mountain – 5 lutego 2017 (halfpipe) – 2. miejsce